# Навашино
Навашино (на руски: Навашино) е град в Русия, административен център на Навашински район, Нижегородска област. Населението на града към 1 януари 2018 година е 14 830 души.